# Трдобойці
Трдобойці (словен. Trdobojci) — поселення в общині Видем, Подравський регіон‎, Словенія.